# Falke (Schiff, 1894)
Die Falke war ein 1894 gebautes Frachtschiff mit 1082 BRT, das im Laufe seiner Geschichte zehn verschiedene Eigentümer und acht unterschiedliche Namen hatte und unter vier Flaggen fuhr.

## Bau und technische Daten
Die Falke wurde 1894 von der Werft Möller & Holberg in Stettin-Grabow unter der Baunummer 422 für die Reederei Norddeutscher Lloyd (NDL, Bremen) gebaut. Der Stapellauf fand im Februar 1894 statt, die Ablieferung erfolgte am 4. Mai 1894. Das Schiff war 65,03 Meter lang und 8,98 Meter breit bei einem Tiefgang von maximal 5,21 Metern. Der Frachter war mit 1082 BRT bzw. 607 NRT vermessen und hatte eine Tragfähigkeit von ca. 1200 tdw. Er wurde von einer von der Werft gebauten Dreizylinder-Verbunddampfmaschine mit dreifacher Dampfdehnung und 700 PS indizierter Leistung angetrieben, die dem Schiff über eine Schraube eine Geschwindigkeit von 11,0 Knoten verlieh. Die Besatzung bestand aus 18 Mann.

## Geschichte
Für den NDL war es das zweite Frachtschiff, das den Namen Falke führte. Die Reederei setzte den Dampfer für ihre Englandfahrten ein. Bereits am 4. August 1897 verkaufte der NDL die Falke an die Argo Reederei. Während des Ersten Weltkrieges übernahm die Jordabergs-Reederei (Jade) das Schiff und es hieß zunächst Jordaberg, ab 1918 dann Toni bei Leonhardt & Blumberg in Hamburg und ein Jahr später auch bei Hachfeld, Fischer & Co., ebenfalls aus Hamburg.
Ab 1920 war ihr Name Tamara II bei der Schuchmann-Reederei in Geestemünde. Nächster Eigner war ab 1923 die Nordische Handels- und Reederei-GmbH, bei der das Schiff unter dem Namen Falkenhorst in der Nord- und Ostsee fuhr.
1926 wurde das Schiff als Oostcapelle von der gleichnamigen Reederei gekauft und war fortan in Antwerpen registriert. Drei Jahre später wurde der Frachter erneut verkauft und in Highfield umbenannt, wobei der Heimathafen Antwerpen blieb. Schon im Folge kaufte die Reederei Criticos und Consorten das Schiff, das unter dem neuen Namen Paros in Piräus registriert wurde. 1932 erfolgte ein letzter Eignerwechsel. Miguel Mico kaufte das Schiff, das noch kurze Zeit als Marsella im Einsatz war und Panama-Stadt als Heimathafen erhielt. Im Dezember 1933 kam der Frachter nach Port Mahon auf Menorca und wurde dort abgewrackt. 1935 wurde sie aus dem britischen Lloyd’s Register gestrichen.